# Canohès
Canohès (in catalano Cànoes) è un comune francese di 4 974 abitanti situato nel dipartimento dei Pirenei Orientali nella regione dell'Occitania.

## Geografia fisica

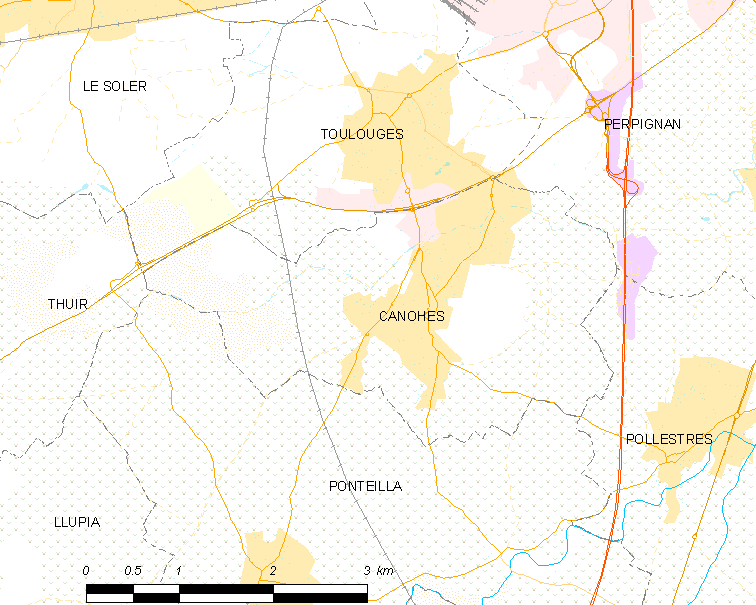
Situazione di Canohès

## Società

### Evoluzione demografica
Abitanti censiti